# القرن 4 ق م
القرن الرابع قبل الميلاد هو الفترة الزمنية الممتدة من اليوم الأول لعام 400 ق م إلى اليوم الأخير من عام 301 ق م. وهذا القرن جزء من العصر الكلاسيكي القديم.
شهد هذا القرن ذروة الحضارة اليونانية الكلاسيكية في جميع جوانبها. بلغت الفلسفة اليونانية والأدب والفن والعمارة أوجها وإنتشرت على نطاق واسع مع العديد من المستعمرات اليونانية المستقلة التي نشأت في جميع أنحاء أراضي شرق البحر الأبيض المتوسط.
من أهم الأحداث السياسية التي وقعت في هذه الفترة فتوحات الإسكندر الأكبر الذي تسبب في انهيار الإمبراطورية الفارسية الهائلة مرة واحدة ونشر الثقافة اليونانية بعيداً في الشرق وكذلك قام بإسقاط مدينتي صور وغزة الكنعانيتين. حلم الإسكندر الأكبر باتحاد الشرق والغرب، ولكن عندما انتهت حياته القصيرة، سقطت إمبراطوريته الشاسعة وآل الوضع إلى حرب أهلية حيث اقتطع جنرالاته كل الممالك وفصلوها وأصبح لكل منهم مملكته الخاصة، فإنقسمت إمبراطورية الاسكندر إلى 4 أقسام. وهكذا بدأت الحضارة الهلنستية، وهي فترة تميزت بنهج ذو حكم مطلق، مع الملوك اليونانيون الذين أخذوا يتعودون على الترف الملكي وإقامة الخلافة الوراثية. في حين لا تزال درجة من الديمقراطية موجودة في بعض المدن اليونانية المستقلة، كثير من العلماء يرى هذا العصر كنهاية اليونان الكلاسيكية.
في نفس هذا القرن تبدأ الحروب السامنية بين الرومان والسامنيت في محاولة كلا منها للسيطرة على شبه الجزيرة الإيطالية.
في الهند تأسيس الإمبراطورية الماورية وألتي شملت معظم أراضي شبه القارة الهندية بقيادة تشاندراغبت موريا في سنة 322 ق م والذي أسقط الإمبراطورية الناندية، حيث استفاد من عقد الإتفاقيات التجارية مع الهلسنتيين في الغرب.
الصين تدخل حقبة الممالك المتحاربة، وقيام سريع لولاية تشو.

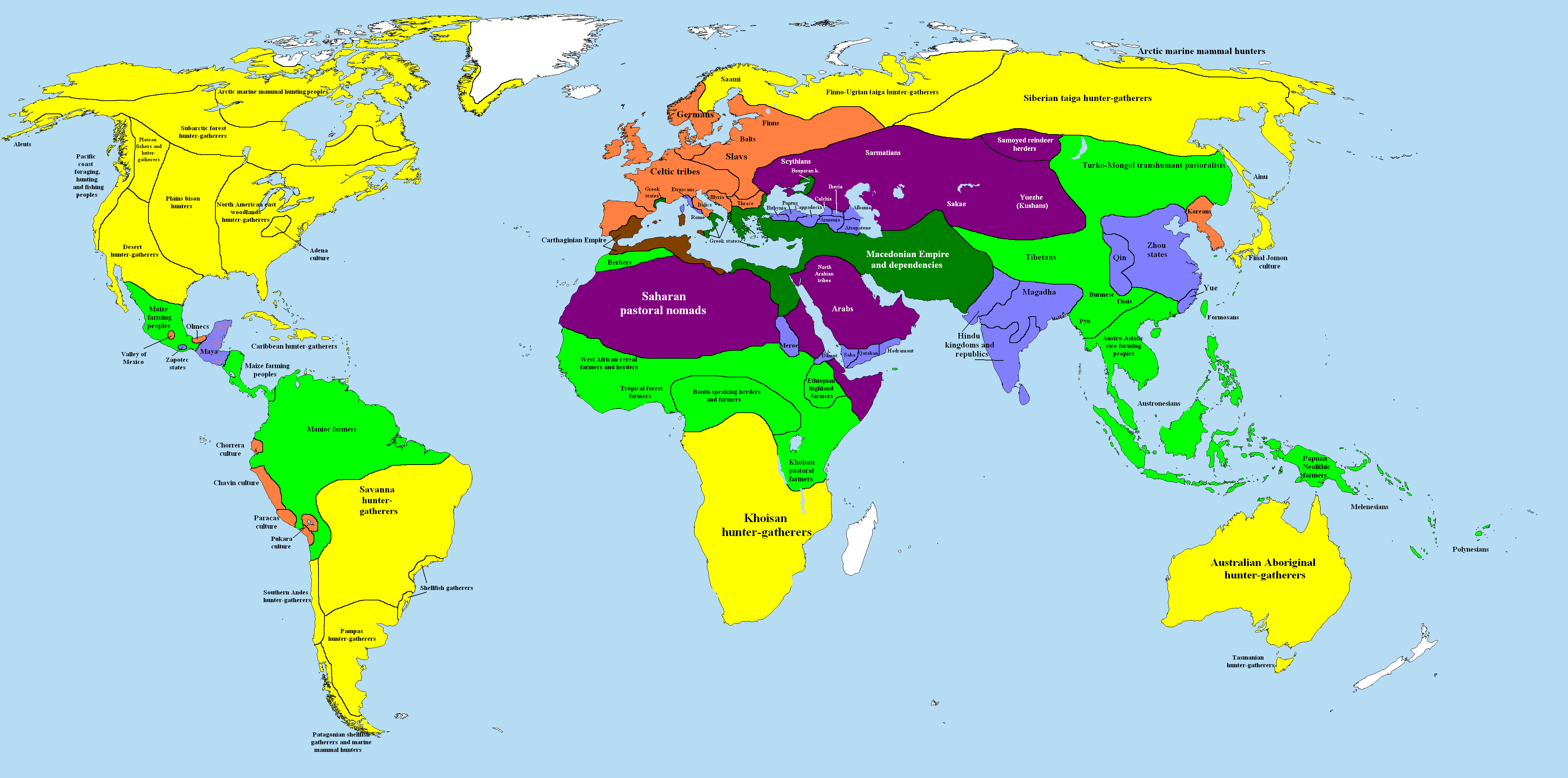
خريطة العالم في 323 ق.م. (عند وفاة الإسكندر الأكبر)

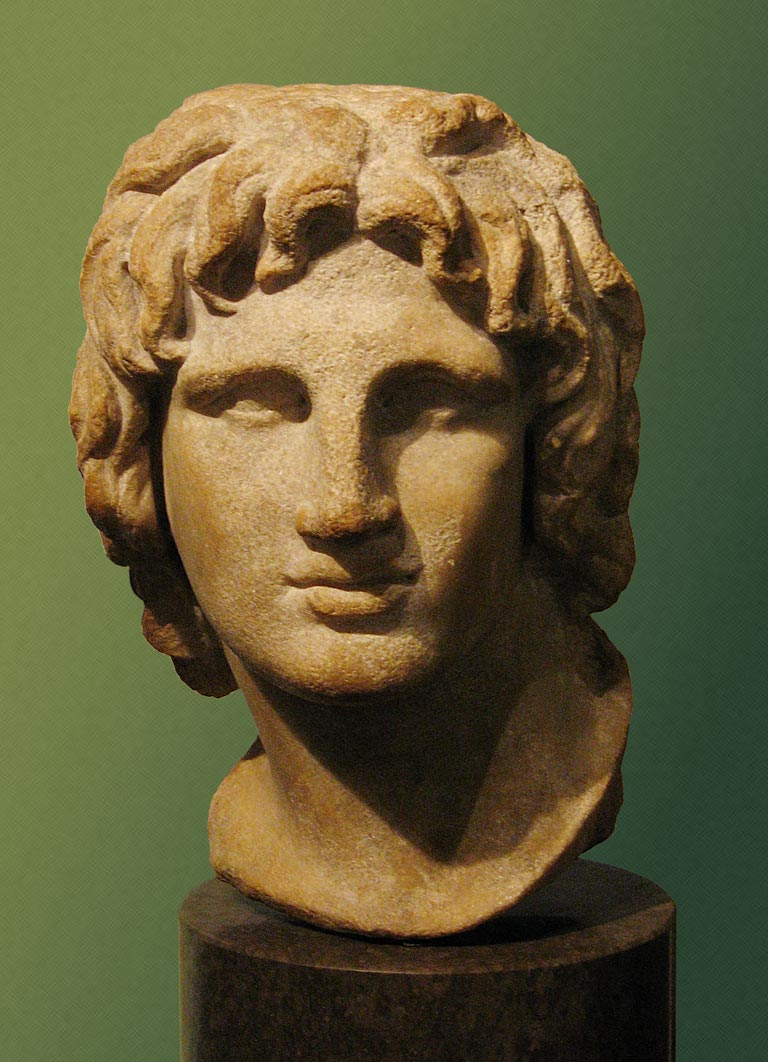
تمثال نصفي للإسكندر الأكبر في المتحف البريطاني.

## أحداث
- 399 ق م تنفيذ حكم الإعدام بحق سقراط في أثينا بتهمة المعصية وإفساد الشباب الأثيني.
- 398 ق م خرجت أسبرطة من الحرب البيلوبونيسية كقوة مهيمنة علي اليونان وسعت للتوسع الي أيونية. رفضت ثيفا  وكورنث وأثينا المشاركة في حملة أسبرطة فقام الملك الأسبرطي أجيسيلاوس الثاني بحملة منفردا ضد الفرس في ليديا.
- 395 ق م أندلعت الحرب الكورنثية بين أسبرطة  من جهة وبين تحالف من أربع دول متحالفة هي ثيفا وأثينا وكورنث وآرغوس بدعم من الإمبراطورية الأخمينية.
- 390 ق م قبائل غالية بقيادة برينوس الغالي تغزو إيطاليا عبر الشمال وتعبر جبال الألب وتكتسح سهل البو وهددت إتروريا نفسها. بل إن بعض قبائل الغال تصل حتى روما وتنهبها.
- 387 ق م أنتهت الحرب الكورنثية بتوقيع معاهدة أنتالكيداس باجبار اسبرطة علي التخلي عن إيونية  للامبراطورية الأخمينية.
- 373 ق م المدينة اليونانية هيلايك تغرق في البحر مما يسفر عن مصرع جميع سكانها.
- 370 ق م نجحت سلالة إيسيداي المولوسية في إقامة أول دولة مركزية في إبيروس.
- 358 ق م وفاة الشاه الأخميني ارتحشستا الثاني وخلفه ابنه أردشير الثالث (ارتحشستا الثالث).
- 354 ق م اندلاع معركة جويلنغ في الصين.
- 343 ق م اندلعت الحرب السامنية الاولي نتيجة لتدخل الجمهورية الرومانية لصالح مدن كامبانيا ضد الهجمات السامنية. شهدت الحرب انتصار روماني ولكنها اضطرت للتراجع بسبب تمرد حلفاء روما اللاتين.
- 342 ق م اندلاع معركة مالنغ في الصين.
- 338 ق م أستمرت الحرب بين المدن اليونانية نحو قرن من الزمان تداولت فيه مدن اثينا واسبرطه وطيبه الهيمنة والسيطرة علي بلاد اليونان حتي استطاع فيليب الثاني المقدوني توحيد شعوب مقدونيا وتوسع على حساب القبائل الإيليرية وبانتصاره على جيش تحالف طيبة وأثينا في معركة خيرونيا أصبح المهيمن على اليونان باكملها.
- 337 ق م وفاة الشاه الأخميني ارتحشستا الثالث وخلفه ابنه أرسيس (اردشير الرابع).
- 336 ق م أغتيال فيليب الثاني المقدوني وخلفه ابنه الإسكندر الأكبر.
- 335 ق م وفاة الشاه الأخميني ارسيس وخلفه ابنه داريوس الثالث.
- 334 ق م انطلق الأسكندر في حملة على الإمبراطورية الأخمينية فأمضى الإسكندر الشتاء بكامله يغزو ويفتح المدن والقلاع الحصينة في آسيا الصغري.
- 333 ق م تابع الأسكندر زحفه فلاقي الجيش الأخميني عند إسوس يقوده الشاه داريوس الثالث فاشتبك الجيشان في معركة أسفرت عن تحقيق الإسكندر لنصر حاسم وانكسار الجيش الفارسي وفرار الشاه ناجيًا بحياته.
- 333 ق م أتجه الأسكندر لفتح المدن الفينيقية اللتي تحت نير الاستعمار الفارسي ففتحت أبوابها للإسكندر الا مدينه صور اللتي قاومت فحاصرهها حتي تمكن من فتحها وواصل تقدمه حتي خضعت له كل مدن الشام.
- 332 ق م وصل الإسكندر إلى الفرما بوابة مصر  الشرقية ولم يجد أي مقاومة من الحامية الفارسية ولا المصريين ففتحها بسهولة.
- 331 ق م اتجه الإسكندر إلى بلاد ما بين النهرين حيث لاقي الشاه داريوس الثالث الذي حشد جيشا جرارا في معركة غوغميلا التي انتصر فيها الاسكندر ودخل بابل مكللاً بالظفر.
- 330 ق م أنطلق الإسكندر في اتجاه سوسة العاصمة الأخمينية فدخلها واستولى على خزائنها.
- 330 ق م تابع الإسكندر فاتحا المدينة تلو الآخري في أسيا الوسطي ومطاردا الشاه الذي قتل علي يد أحد قواده وبعد الاطاحه بالشاه وفتح كامل أراضي الإمبراطوريه الاخمينيه. أصبحت الأراضي الخاضعة للاسكندر قد امتدت من البحر الأدرياتيكي غرباً إلى نهر السند شرقا.
- 330 ق م الإسكندر الأكبر ينتصر على الإمبراطورية الفارسية، وانخفاض عدد سكان اليونان القديمة وتهجيرهم بسبب الهجرات الكبيرة باتجاه الأراضي الجديدة المحتلة.
- 326 ق م أقدم الاسكندر على غزو الهند فكانت أخر معاركه معركة هيداسبس ضد ملك البنجاب بورس قبل أن يعود أدراجه بناء على إلحاح قادة جنده.
- 326 ق م اندلعت الحرب السامنية الثانية من أجل السيطرة على شبه الجزيرة الإيطالية. وشهدت نجاحات القبائل السامنية في البداية لكنها انتهت بانتصار الجمهورية الرومانية.
- 323 ق م وفاة الإسكندر الأكبر في طريق عودته في مدينة بابل.
- 323 ق م حدث خلاف بعد وفاة الإسكندر الذي لم يسمِّ وريثاً له فتم الاتفاق على أن يكون كلا من الاخ غير الشقيق للاسكندر فيليبوس الثالث المقدوني والإسكندر الرابع المقدوني ابن الإسكندر الأكبر من زوجته روكسانا  هما ملكا الإمبراطورية وأن يكون بيرديكاس الوصي على الإمبراطورية كافة. وكوفئ القادة بمنحهم السطرفيات (المقاطعات) حسب اتفاقية قسمة بابل
- 322 ق م أسس الملك تشاندراغبت موريا الإمبراطورية الماورية وألتي شملت معظم أراضي شبه القارة الهندية بعد إنتصاره على آخر ملوك مملكة ناندا سنة.
- 321 ق م أندلعت الصراعات بين القادة خلفاء الإسكندر بعد زواج بيرديكاس من كليوباترا شقيقة الإسكندر فقام أنتيباتر وكراتيروس، أنتيغونوس، وبطليموس بتمرد واندلعت الحرب الفعلية بسرقة بطليموس لجثمان الإسكندر وتهريبه خفية إلى مصر. وعلى الرغم من هزيمة المتمردين إلا أن برديكاس قتل على يد قادته بيثون وسلوقس.
- 321 ق م بعد مقتل برديكاس تم عقد اتفاقية تريباراديسوس اعيد فيه أقتسام اراضي الإمبراطورية بين القادة وتعيين أنتيباتر وصياً على الإمبراطورية.
- 319 ق م وفاة الوصي علي الامبراطورية أنتيباتر وعين خلفه بوليبيرخون وصيا وقائدا أعلى لكامل الإمبراطورية
- 317 ق م نشب نزاع بينبوليبيرخون وبين ابن أنتيباتر القائد كاسندر مما أدى إلى نشوب حرب أهلية بينهما سرعان ما انتشرت بين كل قادة الإسكندر وانتهت بإنتصار كاسندر الذي أحكم سيطرته علي مقدونيا.
- ضاعف أنتيغونوس قوته بشكل فاق رضا الحكام الآخرين بطليموس وليسيماخوس وكاساندر
- قام أنتيغونوس بالسيطرة على كامل أراضي الإمبراطورية الآسيوية وامتدت سلطته من الساترابات الشرقية إلى سوريا وآسيا الصغرى ودخل بابل التي كان سلوقس الأول حاكما عليها.
- 315 ق م أضطر سلوقس الأول إلى الهرب والالتجاء  لبطليموس الأول ودخل معه في تحالفه الذي ضم أيضا كلا من  ليسيماخوس وكاسندر ضد أنتيغونوس.
- 312 ق م غزا أنتيغونوس فينيقيا التي كانت تحت سيطرة  بطليموس الأول وحاصر صور لأكثر من السنة. إلا أن ابنه ديميتريوس الأول المقدوني هزم من قبل بطليموس الأول  في معركة غزة.
- 312 ق م أستطاع سلوقس الأول شق طريقه إلى بابل. وعاد إليها وعزز قاعدة ملكه واستطاع استعادة سيطرته على الساترابات الشرقية.
- 309 ق م أندلعت الحرب البابلية بين أنتيغونوس  الأول وسلوقس الأول واستطاع فيها  سلوقس دحر كل من أنتيغونوس الأول وأبنه ديميتريوس وضم بابل إليه نهائيا.
- 307 ق م أستأنف أنتيغونوس الأول الحرب مرسلاً ابنه  ديمتريوس لاستعادة السيطرة على اليونان فسيطر على أثينا.
- 306 ق م غزا ديمتريوس قبرص مدمراً أسطول بطليموس في معركة سلاميس.
- 306 ق م نصّب أنتيغونوس الأول نفسه ملكا ومنح نفسه ولابنه لقب الملك كما أنه أعلن نفسه مستقلا عن الإمبراطورية.
- 305 ق م أستقل كل من كاسندر ملكا لمقدونيا وبطليموس الأول ملكا لمصر  وليسيماخوس ملكا لتراقيا وسلوقس الأول ملكا لبابل وأعلنوا الأستقلال عن الإمبراطورية المقدونية.
- 302 ق م التحالف الثاني بين كاسندر وبطليموس الأول  وسلوقس الأول  وليسيماخوس ضد أنتيغونوس.
- 301 ق م غزا ليسيماخوس بمساعدة من كاسندر الأناضول مما اضطر ديمتريوس الأول لإرسال جيوشه إلى آسيا الصغرى لمساعدة والده. وجاء التدخل الحاسم من سلوقس فسحق أنتيغونوس تماما في  معركة إبسوس التي قتل فيها أنتيغونوس وهرب أبنه ديمتريوس إلى اليونان لمحاولة الحفاظ على بقايا حكمه هناك.
- 300 ق م نهاية فترة جومون اليابانية وبداية فترة يايوي التي تميزت باستخدام المعادن والتقنيات التي تساعد في تصنيعها.
- منتصف القرن الرابع ق.م. تم إعادة بناء برين غرب تركيا.
- في أواخر القرن الرابع ق.م. : إكليل السمعة الطيبة الذي تم العثور عليها في مقبرة بالقرب من الدردنيل.يوجدد الآن في متحف المتروبوليتان للفنون، نيويورك.
- غزو الكلت في جزيرة أيرلندا.
- السكوثيون سيبدأون بالذوبان والاندماج ليتم استيعابهم في الشعب السامارتي.
- الرومان يحتلون منطقة أبروتسو، وبداية نهاية الحضارة الإتروسكانية.

## الاختراعات والاكتشافات

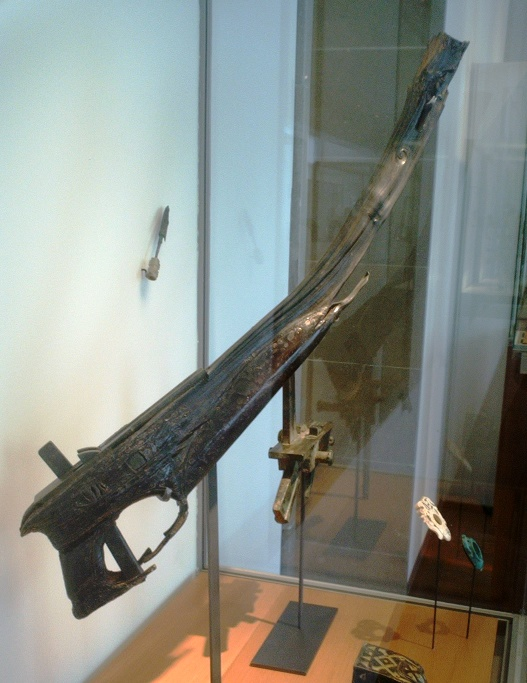
قوس ونشاب صيني تابع لأسرة هان من القرن الثاني قبل الميلاد.

- أقدم نص براهمي (بالإنجليزية: Brāhmī script)‏في هذه الحقبة (النص البراهمي هو أصل جميع النصوص والكتابات الهندية).
- بنى الرومان أول قناة مياه لهم.
- استعمل الصينيون القوس والنشاب لأول مرة في تاريخهم.
- تم اختراع القوس والنشاب لأول مرة في سرقوسة.
- تمت عملية تصنيع أول كاميرا في التاريخ وسميت آنذاك باسم الغرفة المظلمة في عهد ارسطو الأول قبل الميلاد

ثم بدء تطويرها دافينشي في عصره لتكون مستقبلاً للتصوير الملون لاحقاً
- بدءاً من عام 309 ق.م.، المؤرخ الصيني سيما كيان كتب أن المهندس بي لينغ الذي كان يعمل للدولة التي احتلت حديثاً ولاية شو في سيشوان كان له دخل كبير في عملية قطع الجبل الذي تكون من بده تل منفصل قسم نهر مو وحفر قناتين اثنين في سهل تشنغدو. وكانت أهمية هذه الظاهرة أنها سمحت لنظام الري الجديد المسمى جوانشيان بملء مساحة حوالي 40 إلى 50 ميلاً (60 × 80 كم) بما يزيد على خمسة ملايين نسمة، وما زالوا هناك حتى اليوم.[1]
- قسم عالم الفلك الصيني غان دي الكرة السماوية إلى 365.25 درجة، والسنة المدارية إلى 365.25 أيام في وقت كان فيه معظم علماء الفلك يستخدمون التقسيم البابلي للكرة السماوية إلى 360 درجة.[2]

## شخصيات من القرن 4 ق م
- فيليب الثاني المقدوني الذي وحد اليونان.
- إسكندر الأكبر ملك مقدونيا.
- أنتيغونوس الأول مونوفثالموس.
- أنتيباتر حاكم مقدونيا بعد الإسكندر.
- داريوس الثالث أخر ملوك الأخمينيين.
- أطورباطيس أرستقراطي فارسي خدم داريوس الثالث ثم الإسكندر.
- بيسوس حاكم فارسي في باختريا.
- كاسندر حاكم مقدونيا.
- كراتيروس المقدوني.
- تشاندراغبت موريا مؤسس الإمبراطورية الماورية.
- سلوقس الأول مؤسس الإمبراطورية السلوقية.
- بطليموس الأول ملك مصر بعد وفاة الإسكندر.
- ديميتريوس الأول المقدوني.
- ديموستيني.
- مانيوس كوريوس دينتاتوس.
- نيكتانيبو الثاني.
- إبامينونداس.
- بارمينيون جنرال مقدوني.
- هيفيايستيون جنرال مقدوني.
- بيلوبيداس.
- بيرديكاس.
- ليسيماخوس.

### شخصيات فنية
- أبيليس رسام يوناني.
- كيفيسودوتوس الأصغر نحات يوناني.
- ليوخارس نحات يوناني.
- براكسيتيليز نحات يوناني.
- سكوباس نحات يوناني.

### شخصيات أدبية
- ميناندر كاتب مسرحي يوناني.
- أونيسيكريتوس كاتب ومؤرخ يوناني.
- سيمونيدس كاتب ومؤرخ يوناني.
- كيو يوان شاعر صيني.
- زينوفون مؤرخ وكاتب يوناني.
- كاليداسا شاعر ومسرحي.

### شخصيات في العلم والفلسفة
- أنتيستنيس فيلسوف يوناني.
- أركيتاس فيلسوف يوناني.
- اريستبوس فيلسوف يوناني.
- أرسطو فيلسوف يوناني.

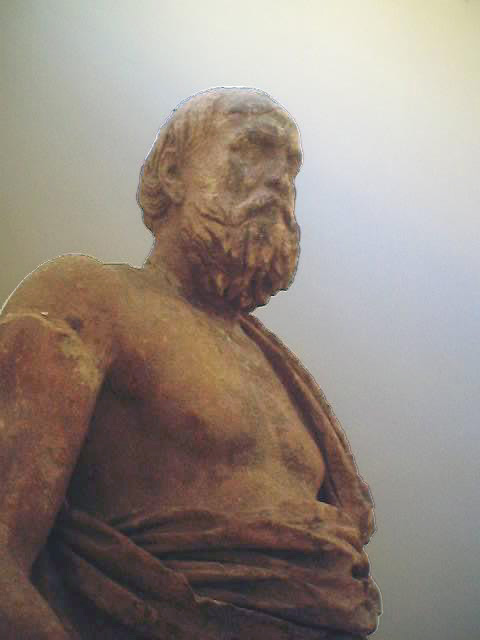
أفلاطون

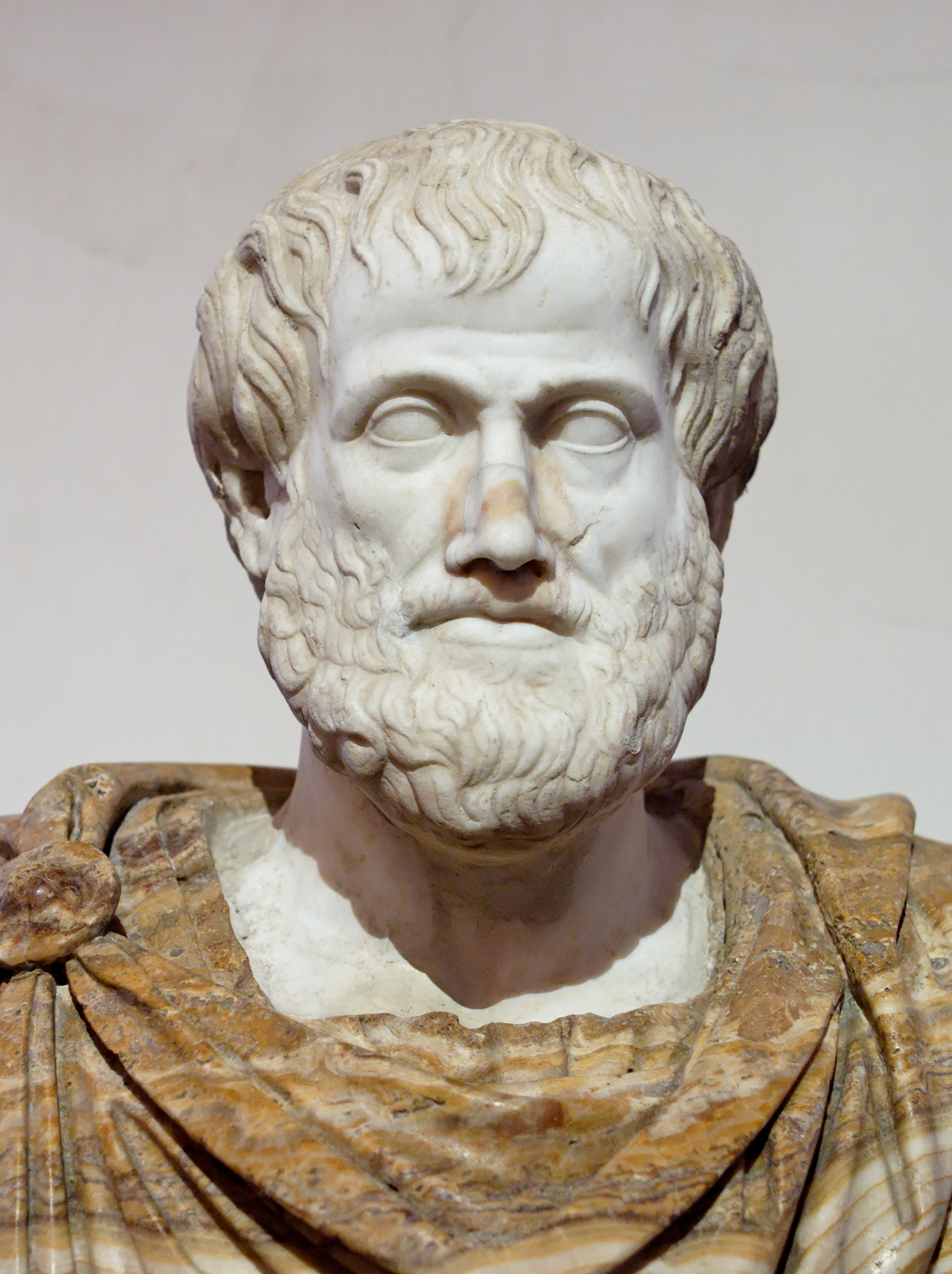
أرسطو

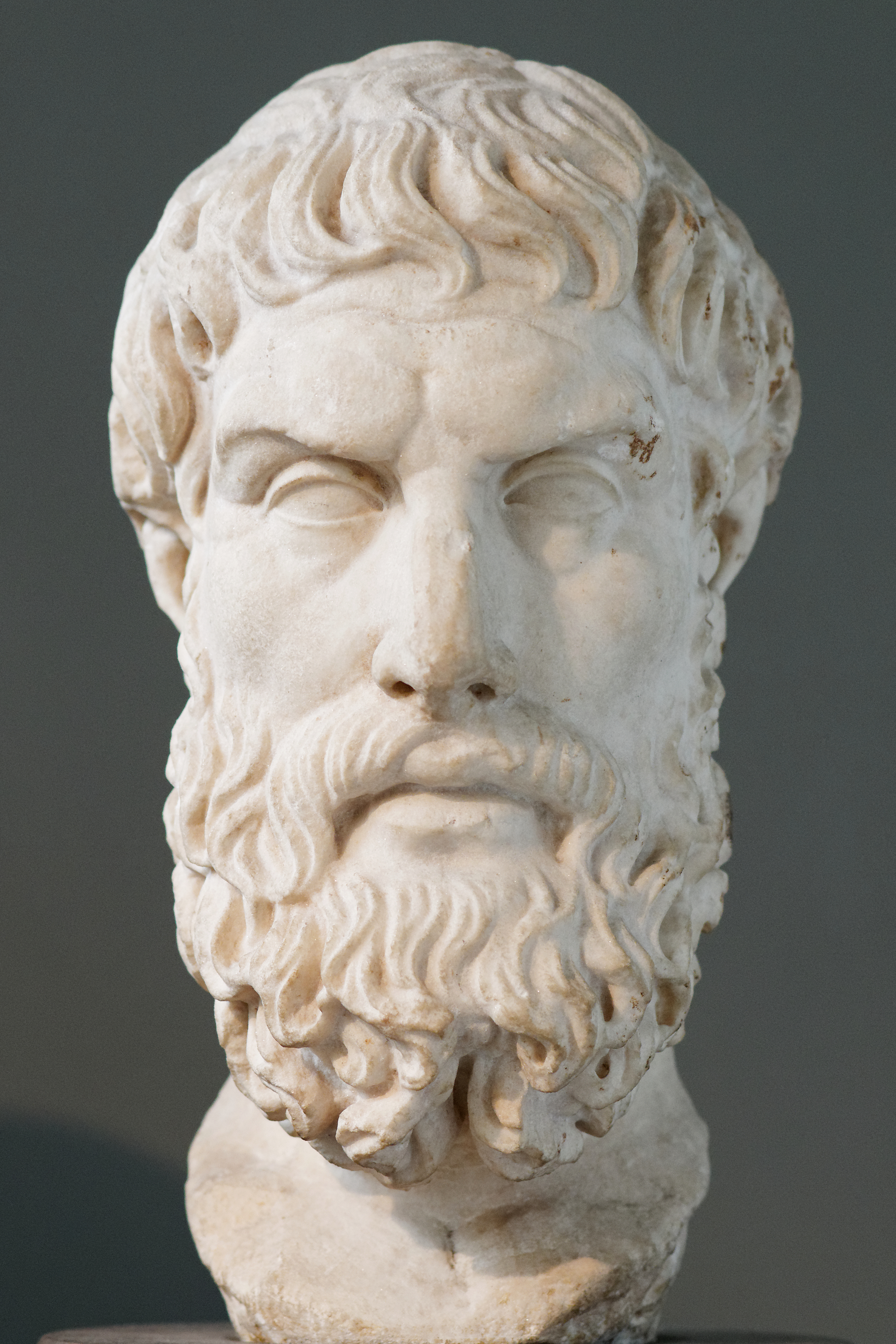
إبيقور

- بيروسوس فلكي بابلي كلداني عاش في اليونان.
- كاليسثينيس فيلسوف يوناني.
- تشانكيا مستشار اقتصادي وسياسي هندي.
- قراطس الثيفي فيلسوف يوناني.
- ديميتريوس من فاليريوم خطيب يوناني.
- إبيقور فيلسوف يوناني.
- منسيوس فيلسوف صيني.
- أفلاطون فيلسوف يوناني.
- بيرو فيلسوف يوناني.
- بانيني فيلسوف وكاتب هندي.
- إسبوزيبوس فيلسوف يوناني.
- ثيوفراستوس فيلسوف يوناني.
- وو كي مستشار عسكري وفيلسوف صيني.
- زينوقراط فيلسوف يوناني.
- زينون الرواقي فيلسوف يوناني.
- جوانغ زي فيلسوف صيني.
- كيدينو فلكي بابلي كلداني.